# Хокеј на трави за жене на Летњим олимпијским играма 2012.
Такмичења у хокеју на трави за жене на 29. Летњим олимпијским играма у Лондону 2012. године одржало се од 29. јула, до 10. августа. Утакмице су се играле на Ривербанк арени у Лондону.
На такмичењу у хокеју на трави учествовало је 12 екипа. У првом делу екипе су биле подељене у две групе где се играло по једноструком лигашком систему. За победу се добијало три бода, за нерешено један бод, а за пораз нула бодова. Прве две екипе из обе групе пролазиле су у полуфинале где су играле мечеве по унакрсном систему (1А-2Б и 1Б-2А). Остали су доигравали за пласман.

## Резултати

### Група А
| Коло    | Датум, време     | Стадион         | Репрезентација       | Репрезентација       | Резултат |
| 1. коло | 10:45, 29. јули  | Ривербанк арена | Холандија            | Белгија              | 3:0      |
|         | 13:45            | Ривербанк арена | Кина                 | Јужна Кореја         | 4:0      |
|         | 19:00            | Ривербанк арена | Уједињено Краљевство | Јапан                | 4:0      |
| 2. коло | 08:30, 31. јули  | Ривербанк арена | Холандија            | Јапан                | 3:2      |
|         | 13:45            | Ривербанк арена | Белгија              | Кина                 | 0:0      |
|         | 19:00            | Ривербанк арена | Уједињено Краљевство | Јужна Кореја         | 5:3      |
| 3. коло | 08:30, 2. август | Ривербанк арена | Јужна Кореја         | Јапан                | 1:0      |
|         | 16:00            | Ривербанк арена | Кина                 | Холандија            | 0:1      |
|         | 19:00            | Ривербанк арена | Белгија              | Уједињено Краљевство | 0:3      |
| 4. коло | 10:45, 4. август | Ривербанк арена | Холандија            | Јужна Кореја         | 3:2      |
|         | 19:00            | Ривербанк арена | Јапан                | Белгија              | 1:1      |
|         | 21:15            | Ривербанк арена | Кина                 | Уједињено Краљевство | 2:1      |
| 5. коло | 10:45, 6. август | Ривербанк арена | Јапан                | Кина                 | 1:0      |
|         | 13:45,           | Ривербанк арена | Јужна Кореја         | Белгија              | 3:1      |
|         | 19:00            | Ривербанк арена | Уједињено Краљевство | Холандија            | 1:2      |

#### Табела
| 1 | Холандија            | 5 | 5 | 0 | 0 | 12 | 5  | +7 | 15 |
| 2 | Уједињено Краљевство | 5 | 3 | 0 | 2 | 14 | 7  | +7 | 9  |
| 3 | Кина                 | 5 | 2 | 1 | 2 | 6  | 3  | +3 | 7  |
| 4 | Јужна Кореја         | 5 | 2 | 0 | 3 | 9  | 13 | −4 | 6  |
| 5 | Јапан                | 5 | 1 | 1 | 3 | 4  | 9  | −5 | 4  |
| 6 | Белгија              | 5 | 0 | 2 | 3 | 2  | 10 | −8 | 2  |

ИГ = Играо утакмица; Д = Добио; Н = Нерешио; ИЗ = Изгубио; ГД = Голова дао; ГП = Голова примио; ГР = Гол-разлика; Б = Бодови

### Група Б
| Коло    | Датум, време     | Стадион         | Репрезентација | Репрезентација | Резултат |
| 1. коло | 08:30, 29. јули  | Ривербанк арена | Нови Зеланд    | Аустралија     | 1:0      |
|         | 16:00            | Ривербанк арена | Аргентина      | Јужна Африка   | 7:1      |
|         | 21:15            | Ривербанк арена | Немачка        | САД            | 2:1      |
| 2. коло | 10:45, 31. јули  | Ривербанк арена | Јужна Африка   | Нови Зеланд    | 1:4      |
|         | 19:00            | Ривербанк арена | Аргентина      | САД            | 0:1      |
|         | 21:45            | Ривербанк арена | Немачка        | Аустралија     | 1:3      |
| 3. коло | 10:45, 2. август | Ривербанк арена | Аустралија     | САД            | 1:0      |
|         | 16:00            | Ривербанк арена | Јужна Африка   | Немачка        | 0:2      |
|         | 21:15            | Ривербанк арена | Нови Зеланд    | Аргентина      | 1:2      |
| 4. коло | 08:30, 4. август | Ривербанк арена | Аустралија     | Јужна Африка   | 1:0      |
|         | 19:00            | Ривербанк арена | САД            | Нови Зеланд    | 2:3      |
|         | 21:15            | Ривербанк арена | Немачка        | Аргентина      | 1:3      |
| 5. коло | 08:30, 6. август | Ривербанк арена | Нови Зеланд    | Немачка        | 0:0      |
|         | 10:45,           | Ривербанк арена | САД            | Јужна Африка   | 0:7      |
|         | 21:15            | Ривербанк арена | Аргентина      | Аустралија     | 0:0      |

#### Табела
| 1 | Аргентина                 | 5 | 3 | 1 | 1 | 12 | 4  | +8 | 10 |
| 2 | Нови Зеланд               | 5 | 3 | 1 | 1 | 9  | 5  | +4 | 10 |
| 3 | Аустралија                | 5 | 3 | 1 | 1 | 5  | 2  | +3 | 10 |
| 4 | Немачка                   | 5 | 2 | 1 | 2 | 6  | 7  | −1 | 7  |
| 5 | Јужна Африка              | 5 | 1 | 0 | 4 | 9  | 14 | −5 | 3  |
| 6 | Сједињене Америчке Државе | 5 | 1 | 0 | 4 | 3  | 12 | −9 | 3  |

## Мечеви за пласман

### Меч за једанаесто место
| Датум      | Време | Стадион         | Репрезентација | Репрезентација | Резултат |
| ---------- | ----- | --------------- | -------------- | -------------- | -------- |
| 10. август | 08:30 | Ривербанк арена | Белгија        | САД            | 3:2      |

### Меч за девето место
| Датум     | Време | Стадион         | Репрезентација | Репрезентација | Резултат |
| --------- | ----- | --------------- | -------------- | -------------- | -------- |
| 8. август | 08:30 | Ривербанк арена | Јапан          | Јужна Африка   | 2:1 ПР   |

### Меч за седмо место
| Датум     | Време | Стадион         | Репрезентација | Репрезентација | Резултат |
| --------- | ----- | --------------- | -------------- | -------------- | -------- |
| 8. август | 11:30 | Ривербанк арена | Јужна Кореја   | Немачка        | 1:4      |

### Меч за пето место
| Датум      | Време | Стадион         | Репрезентација | Репрезентација | Резултат |
| ---------- | ----- | --------------- | -------------- | -------------- | -------- |
| 10. август | 11:30 | Ривербанк арена | Кина           | Аустралија     | 0:2      |

### Полуфинале
| Датум     | Време | Стадион         | Репрезентација | Репрезентација       | Резултат      |
| --------- | ----- | --------------- | -------------- | -------------------- | ------------- |
| 8. август | 15:30 | Ривербанк арена | Холандија      | Нови Зеланд          | 2:2 (3:1 Пен) |
| 8. август | 18:00 | Ривербанк арена | Аргентина      | Уједињено Краљевство | 2:1           |

### Меч за треће место
| Датум      | Време | Стадион         | Репрезентација | Репрезентација       | Резултат |
| ---------- | ----- | --------------- | -------------- | -------------------- | -------- |
| 10. август | 15:30 | Ривербанк арена | Нови Зеланд    | Уједињено Краљевство | 1:3      |

### Финале
| Датум      | Време | Стадион         | Репрезентација | Репрезентација | Резултат |
| ---------- | ----- | --------------- | -------------- | -------------- | -------- |
| 10. август | 20:00 | Ривербанк арена | Холандија      | Аргентина      | 2:0      |

## Олимпијски победник
| Победник Летњих олимпијских игара 2012. у хокеју на трави за жене |
| Холандија Трећа титула                                            |

## Коначни пласман
|    | Холандија            |
|    | Аргентина            |
|    | Уједињено Краљевство |
| 4  | Нови Зеланд          |
| 5  | Аустралија           |
| 6  | Кина                 |
| 7  | Немачка              |
| 8  | Јужна Кореја         |
| 9  | Јапан                |
| 10 | Јужна Африка         |
| 11 | Белгија              |
| 12 | САД                  |